# Торпедний апарат

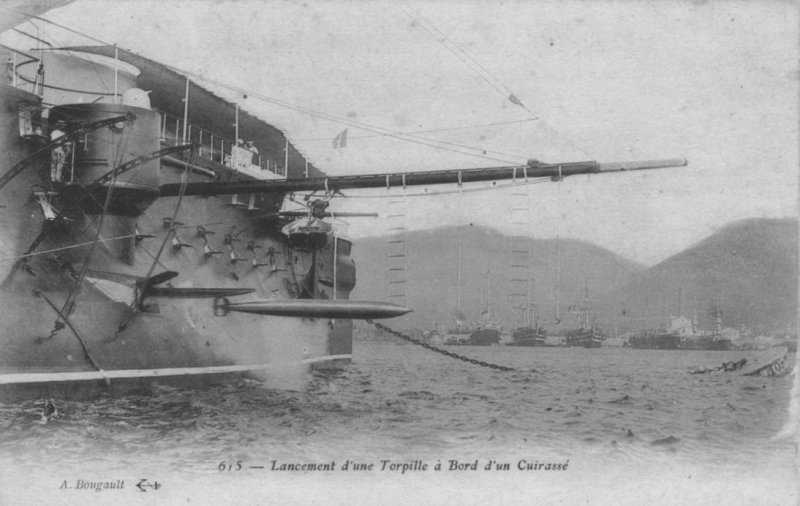
Пуск торпеди з французького бойового корабля. Початок 20 століття

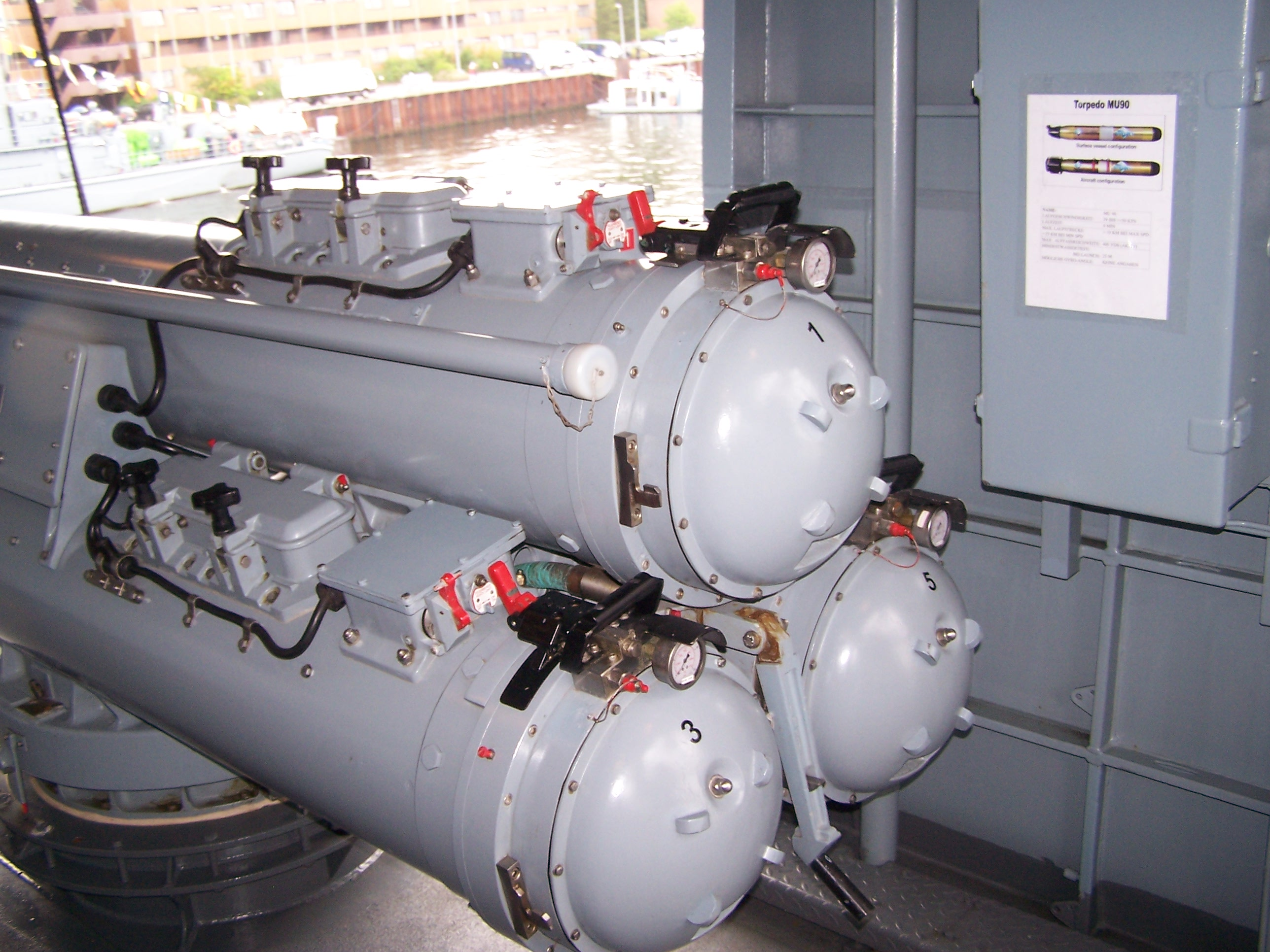
Потрійний торпедний апарат для запуску торпед типу MU90 Impact на фрегатах типу «Саксонія». Німеччина

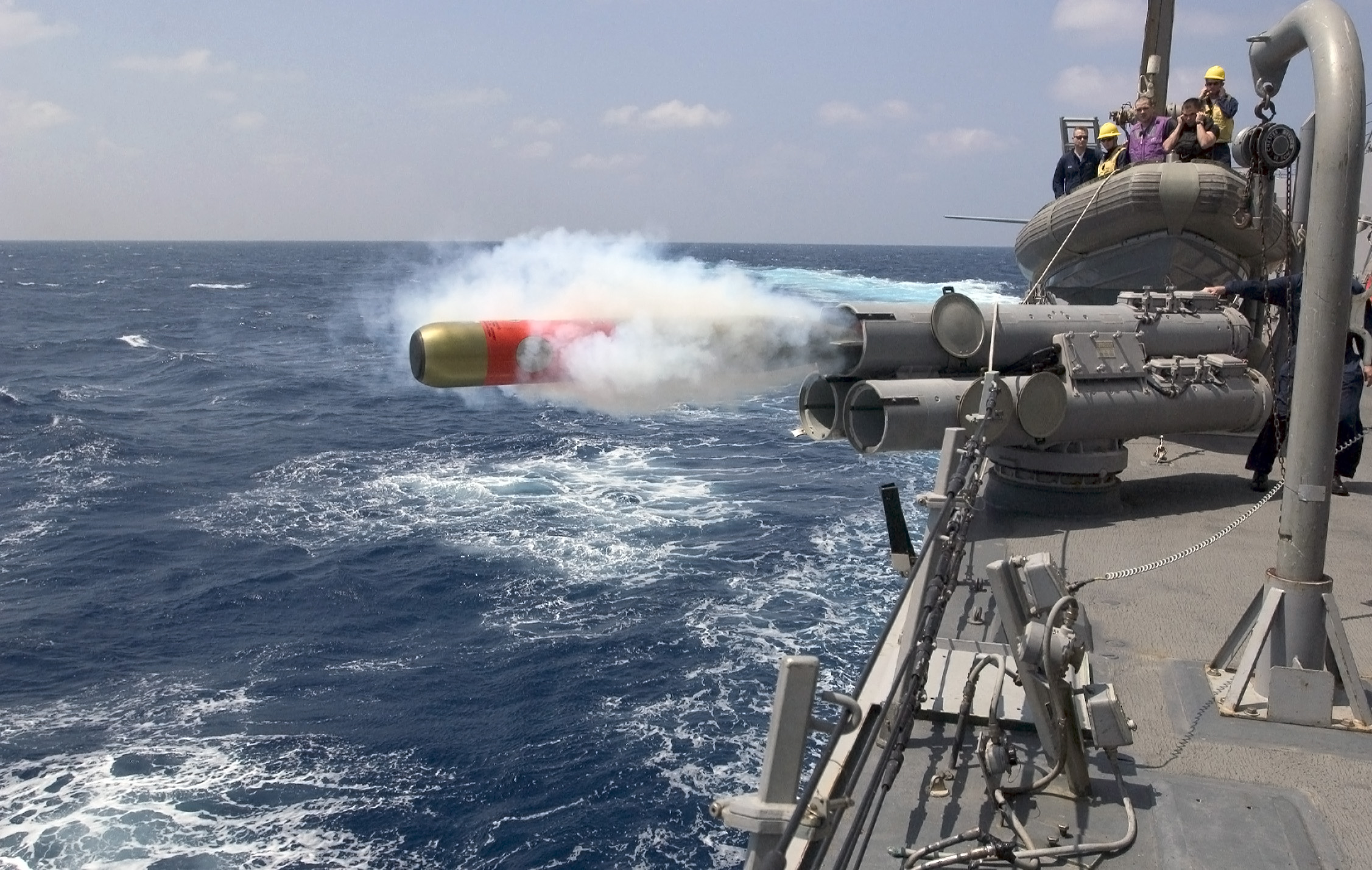
Ескадрений міноносець USS «Мастін» типу «Арлі Берк» здійснює пуск протичовнової торпеди Mark 46. ВМС США

Торпедний апарат — пристрій для стрільби торпедами. Торпедні апарати поділяють на ті, що наводяться (відслідковують ціль) та ті, що не наводяться на ціль. Пуск торпеди здійснюється стисненим повітрям. Торпедні апарати встановлюються на надводних кораблях, підводних човнах, торпедні катери та на березі.

## Загальна конструкція
Найбільшого поширення набули торпедні апарати трубної конструкції. Основа їх — циліндрична труба, закрита на підводному човні кришками з обох боків, а на надводних кораблях тільки з казенної частини. У торпедному апараті розміщується торпеда відповідного калібру. Ззовні труби розміщуються пристрої для вистрілювання, прилади дистанційного введення даних в торпеду (курс, глибина, режим, програма ходу тощо), контрольні прилади, стопорні пристрої і зачіп для приведення в дію механізмів торпеди. Торпеда вистрілюється стисненим повітрям, що знаходиться в балонах, або під дією газів порохового заряду. Усередині труби розташовані виступи різнорідних приладів і напрямні для руху торпеди. При пострілі виступи автоматично відключаються. При стрільбі телекерованих торпед (з дротовою системою управління) один кінець дроту залишається з'єднаним з торпедним апаратом і ним передаються сигнали управління. З торпедних апаратів можуть запускатися протичовнові і протикорабельні ракети, ставитися спеціальні морські міни. В деяких країнах ведуться роботи по використанню торпедних апаратів як пускових установок для крилатих стратегічних ракет. Торпедними апаратами обладнуються крейсери, фрегати, есмінці, сторожові і протичовнові кораблі, а також торпедні катери і підводні човні усіх типів і класів.
Під час 1-ї та 2-ї світових воєн були випадки розташування торпедних апаратів на березі. На надводних кораблях встановлюються наступні типи торпедних апаратів: нерухомо закріплені, поворотні на фіксований кут стрільби і навідні. Найскладнішими є навідні торпедні апарати, які складаються з підставки, платформи з 2-5 циліндричними трубами і механізмів автоматичного горизонтального наведення. Торпедні апарати розміщуються на палубах, надбудовах (а також в них) по-бортно, в діаметральній площині, в середній та носовій частинах корабля.
На низці торпедних катерів в період 2-ї світової війни встановлювалися кормові жолобні апарати, якими торпеда виштовхувалася у воду хвостовою частиною й рухалась за катером до його відвороту з бойового курсу. На деяких кораблях влаштовувалися пристрої для скидання невеликих малогабаритних торпед у воду.
На підводних човнах встановлюються від 2 до 10 нерухомо закріплених в носовій або в кормовій частині корпусу торпедних апаратів. Деякі з підводних човнів мають торпедні апарати, які встановлені в середній частині під кутом 10° до діаметральної площини стрільби.